# Massa d’Albe
Massa d'Albe – miejscowość i gmina we Włoszech, w regionie Abruzja, w prowincji L’Aquila.
Według danych na rok 2004 gminę zamieszkiwało 1435 osób, 21,1 os./km².